# Natanael Cano: BZRP Music Sessions, Vol. 59
«Natanael Cano: BZRP Music Sessions, Vol. 59» (también titulado como «Endiamantado») es una canción del DJ argentino Bizarrap y el cantante mexicano Natanael Cano. Fue lanzado el 3 de abril de 2024 a través de Dale Play Records, como parte de su serie Music Sessions del primero. La sesión fue lanzada junto con el otro sencillo entre ambos titulado «Entre las de 20».

## Antecedentes y lanzamiento
En 2021, antes del lanzamiento de la BZRP Music Sessions #47 con el rapero español Morad, Bizarrap dijo en una entrevista con Billboard que quería colaborar con Natanael Cano en una sesión musical y ya había hablado con él. Después de que ambos se conocieron, comenzaron a grabar la sesión musical en 2021, pero tuvo múltiples cambios para 2022 y por lo tanto no se lanzó después. Durante un video en vivo de Instagram, Bizarrap dijo que eran «mil» versiones de la sesión, donde algunas letras tuvieron que ser cambiadas.
Siguiendo su BZRP Music Sessions #58 con la cantante puertorriqueña Young Miko, además de varias filtraciones, anunciaría su sesión #59 donde estaría Natanael Cano. Previo al anuncio, se especuló que ambos colaborarían ya que Bizarrap felicitó a Natanael Cano por su cumpleaños número 23 y Cano compartió una foto con él ese mismo día. La sesión fue lanzada el 3 de abril de 2024, junto con un tema sorpresa titulado «Entre las de 20». Ambas pistas se lanzaron como sencillos separados y también se formaron como un EP.

## Composición
La sesión musical es una canción de trap latino, con elementos de guitarra acústica. Líricamente, Natanael Cano critica al gobierno mexicano por las críticas a los corridos tumbados, diciendo que si tienen algún problema, él «se iría en su jet». El cantante también hace referencias al narcotraficante Rafael Caro Quintero. La canción también contiene la voz de Alexis Fierro, un compositor del género conocido como El Chachito, quien también coescribió la sesión musical.

## Video musical
Su video musical fue lanzado simultáneamente con el sencillo y está dividido en dos capítulos que también son dos sencillos: «Endiamantado» es la sesión musical y «Entre las de 20» es el sencillo sorpresa.

## Posicionamiento en listas
| Lista (2024)                        | Mejor posición |
| ----------------------------------- | -------------- |
| Argentina (Argentina Hot 100)       | 40             |
| Global 200 (Billboard)              | 26             |
| México (Billboard)                  | 2              |
| España (PROMUSICAE)                 | 42             |
| EE. UU. Hot Latin Songs (Billboard) | 20             |